# 博多淡海
博多 淡海（はかた たんかい）は、喜劇役者の名跡。初代は福岡市博多区の伝統喜劇である「博多にわか」の役者。
初代の子である2代目は「博多にわか」から全国進出を果たし、「跳び上がり婆さん」の芸で知られた。2代目の子で吉本新喜劇の座長も務めた木村進が3代目を継いだものの返上し、2019年に死去。現在は空き名跡である（2021年時点）。

## 歴代

### 初代
初代 博多淡海（本名・木村平三郎、1895年（明治28年）5月15日 - 1963年（昭和38年）9月30日）は、博多にわか師。福岡県出身。「商業的な博多にわかの祖」とも評される。「博多淡海」の名は、1940年（昭和15年）に志賀廼家淡海から与えられたもの。半面をつけない「博多にわか」で人気を得た。
もともとは大工職人を本業とする素人役者で、祭りや祝い事で「にわか」を頼まれると、芝居好きの仲間とともに出演して報酬を得ていた。やがて仲間とともに「博多淡海劇団」を結成して劇団活動に専念するようになった。興業化・劇団化については、戦時下に軍や自治体が派遣する慰問公演の需要があったことが背景としてあり、同時期に「佐賀にわか」や「肥後にわか」でも同様の動きがある。もっとも、「博多淡海劇団」の興行が軌道に乗り、観劇料だけで劇団運営ができるようになるのは、第二次世界大戦後、2代目が劇団を率いるようになってからであるという。

### 2代目
2代目 博多淡海（本名・木村平蔵、1930年（昭和5年） - 1981年（昭和56年）1月16日）は、初代の三男。妻は博多淡子。
6歳で初舞台を踏み、18歳で一座を率い巡業。博多弁の笑いと、老婆に扮して正座の姿勢から跳び上がる「跳び上がり婆さん」の芸で知られた。「佐賀にわか」の筑紫美主子や、「肥後にわか」のばってん荒川とともに、戦後の「九州にわか」を代表する役者であった。
1961年（昭和36年）、「二代目博多淡海劇団」は女剣劇一座との合同公演で東京・浅草の常盤座に出演。（「博多にわか」のみならず）「九州にわか」が東京で公演されたのは初めてであり、また全編博多弁の芝居の興行も初めてであった。
1975年（昭和50年）より、藤山寛美に招かれ松竹新喜劇に迎えられ、これにより淡海劇団は解散した。翌1976年（昭和51年）に角座で吉本興業の公演形態に倣い、諸芸と共に公演されていた「松竹新喜楽座」の座長となった。
内川秀治『役者バカだよ人生は 博多淡海物語』（創思社、1984年）は、2代目についての木村進からの聞き書き（フクニチ新聞に連載されていた）をまとめたもの。

### 3代目
3代目 博多淡海（本名・木村進、1950年（昭和25年）7月29日 - 2019年（令和元年）5月19日）は、2代目の長男。
福岡市出身。16歳で父の劇団「淡海劇団」に入る。1970年に吉本興業に入社し（親の七光りと呼ばれるのを嫌い、身元を隠して入社したという）、1974年に吉本新喜劇の座長に就任した。老婆役を得意とし、間寛平とのコンビで知られた。
1987年に「3代目博多淡海」を襲名したが、1988年に襲名披露公演の最終公演地の福岡で、脳内出血で倒れた。1990年に復帰を果たすが、「博多淡海」の名を返上。その後は自らの劇団「木村進劇団」を設立し、慰問などの活動を行っていた。

## 備考
博多華丸・大吉（1990年に福岡吉本で「鶴屋華丸・亀屋大吉」としてデビュー）は木村家の親族や劇団の弟子筋ではないが、吉本興業の大先輩にあたる木村進（3代目博多淡海）とは福岡で交流があり、木村進を座長とする舞台にも立っている。2004年、東京進出を前に屋号を「博多」に改めた際には、木村進に名乗りの承諾を得ている。